# Cubaemyiopsis trinitatis
Cubaemyiopsis trinitatis är en tvåvingeart som beskrevs av Thompson 1963. Cubaemyiopsis trinitatis ingår i släktet Cubaemyiopsis och familjen parasitflugor. Inga underarter finns listade i Catalogue of Life.